# FC Infonet Tallinn
FC Infonet Tallinn byl estonský fotbalový klub sídlící v hlavním městě Tallinn. Založen byl v roce 2002 a zanikl roku 2017 přičleněním k Levadii Tallinn. Během krátké doby své existence byl poměrně úspěšný, v roce 2016 vyhrál estonskou nejvyšší soutěž, v roce 2017 estonský pohár. Dvakrát se podíval do evropských pohárů, v 1. předkole Evropské ligy 2016/17 vypadl se skotským Heart of Midlothian, v 1. předkole Ligy mistrů 2017/18 s maltským Hibernians FC. Kvůli pravidlům UEFA ohledně sponzorských názvů musel klub hrát evropské poháry pod zkratkou FCI Tallinn. Své domácí zápasy hrával na stadionu Infonet Lasnamäe, který má kapacitu 500 diváků.